# Sturgeon Lake, Nipissing District
Sturgeon Lake är en sjö i Kanada.   Den ligger i Nipissing District och provinsen Ontario, i den sydöstra delen av landet, 300 km väster om huvudstaden Ottawa. Sturgeon Lake ligger 349 meter över havet. Arean är 4,8 kvadratkilometer. Den sträcker sig 2,8 kilometer i nord-sydlig riktning, och 5,4 kilometer i öst-västlig riktning.
I omgivningarna runt Sturgeon Lake växer i huvudsak blandskog. Runt Sturgeon Lake är det ganska tätbefolkat, med 120 invånare per kvadratkilometer.